# صفيراء صغيرة الأوراق
صفيراء صغيرة الأوراق (الاسم العلمي:Sophora microphylla) هي نوع نباتي يتبع جنس الصفيراء من فصيلة البقولية.